# Молодіжний кубок Італії з футболу
Молодіжний кубок Італії з футболу (італ. Coppa Italia Primavera) — молодіжний кубковий футбольний турнір за участю найсильніших італійських молодіжних команд, заснований 1972 року. У турнірі беруть участь молодіжні клуби, основні команди яких грають у Серії A або B. З 2004 року володар трофею отримує шанс зіграти у Молодіжному суперкубку Італії проти переможця Молодіжного чемпіонату Італії.

## Переможці
| - 1972–73 Інтернаціонале - 1973–74 Рома - 1974–75 Рома - 1975–76 Інтернаціонале - 1976–77 Інтернаціонале - 1977–78 Інтернаціонале - 1978–79 Лаціо - 1979–80 Фіорентіна - 1980–81 Барі - 1981–82 Авелліно - 1982–83 Торіно - 1983–84 Торіно |  | - 1984–85 Мілан - 1985–86 Торіно - 1986–87 Кремонезе - 1987–88 Торіно - 1988–89 Торіно - 1989–90 Торіно - 1990–91 Авелліно - 1991–92 Емполі - 1992–93 Удінезе - 1993–94 Рома - 1994–95 Ювентус - 1995–96 Фіорентіна |  | - 1996–97 Наполі - 1997–98 Барі - 1998–99 Торіно - 1999–00 Аталанта - 2000–01 Аталанта - 2001–02 Лечче - 2002–03 Аталанта - 2003–04 Ювентус - 2004–05 Лечче - 2005–06 Інтернаціонале - 2006–07 Ювентус - 2007–08 Сампдорія |  | - 2008–09 Дженоа - 2009–10 Мілан - 2010–11 Фіорентіна - 2011–12 Рома - 2012–13 Ювентус - 2013–14 Лаціо - 2014–15 Лаціо - 2015–16 Інтернаціонале - 2016–17 Рома - 2017–18 Торіно |